# Schahumjan (Provinz)

Lage Schahumjans in der Republik Arzach mit Gebietsstand bis 2020. Die beiden Provinzteile in schraffiert rot (altes Schahumjan) und flächig rot (Kəlbəcər).

Schahumjan (armenisch Շահումյան, russisch Шаумян, auch Shahoumyan, benannt nach dem armenischen Revolutionär Stepan Schahumjan) war eine Provinz der international nicht anerkannten Republik Arzach im Gebiet von Aserbaidschan. Arzach bildete die Verwaltungseinheit aus dem ehemaligen Rayon Schahumjan und dem Kreis Getaschen nördlich und dem Rayon Kəlbəcər nordwestlich der ehemaligen Autonomen Oblast Bergkarabach. Unter Kontrolle Arzachs war für die meiste Zeit nur das Gebiet von Kəlbəcər, das nach dem Krieg um Bergkarabach 2020 an Aserbaidschan übergeben werden musste. Die nominelle Hauptstadt war Schahumjan (1992 von Aserbaidschan in Aşağı Ağcakənd umbenannt) im aserbaidschanischen Rayon Goranboy. Mit einer Offensive 2023 hat Aserbaidschan die Kontrolle über Bergkarabach vollständig zurückgewonnen, womit die Provinz nicht mehr besteht.

## Geografie
Die Provinz hatte laut der Republik Arzach eine Fläche von 1 829,8 Quadratkilometer. Sie teilte sich in einen nördlichen Teil, nördlich des ehemaligen Autonomen Gebiets Bergkarabach, und einen westlichen Teil zwischen Armenien und der früheren Oblast, den seit 1993 durch armenische Einheiten besetzten aserbaidschanischen Bezirk Kəlbəcər. Beide Teile waren nur durch einen schmalen Streifen Land verbunden. Die Provinz grenzte im Norden an die aserbaidschanischen Bezirke Daşkəsən, Göygöl und Goranboy, im Osten an die Provinz Martakert beziehungsweise den Rayon Tərtər, im Süden an die Provinz Kaschatagh beziehungsweise der Rayon Laçın und im Westen liegen die armenischen Provinzen Sjunik, Wajoz Dsor und Gegharkunik.
Das De-facto-Gebiet der Provinz Schahumjan umfasste von 1993 bis 2020 nur gut die Hälfte der Fläche, und zwar den westlichen Teil. Ab 2020 wurde die Provinz fast vollständig von Aserbaidschan kontrolliert. Der westliche Teil der Provinz wird dominiert vom Tartar-Canyon und dessen Nebentäler, darunter die des Lewonaget und des Tutchu. Diese werden vom Karabach-Hochland umgeben und nach Süden hin begrenzt. Im Norden bildete der Gebirgszug Murovdag die Grenze, im Osten das Karabachgebirge. Außerdem liegt im Tal des Tartar der langjährige Verwaltungssitz Karwatschar. Der nördliche Teil der Provinz lag auf den nordöstlichen Hängen des Murovdag. Die größten Flüsse sind der Kürak, Busluch und Sewdschur, deren obere Täler das Gebiet prägen.

## Geschichte
Ebenso wie das Gebiet der ehemaligen Autonomen Oblast Bergkarabach gehörten das heute von der Republik Arzach als Provinz Schahumjan beanspruchte Gebiet im Altertum zur armenischen Provinz Arzach, im Mittelalter zum Königreich Arzach und später zum Fürstentum Chatschen. Im 17. und 18. Jahrhundert gehörte das nördliche Gebiet zum Meliktum Gjolistan – einem der Fünf Fürstentümer von Karabach – mit Sitz in der Festung Gjolistan (Gülüstan) direkt an der heutigen Frontlinie. Die Ortschaft Zar im oberen Tal des Tartar, bis ins 12. Jahrhundert Wajkunik genannt, war mit ihrer Festung bis zur Zerstörung durch die Truppen Timurs Sitz der armenischen Adligenfamilie Dopjan. Im 15. Jahrhundert wurde Zar Sitz des armenischen Meliks von Ober-Chatschen und wurde zu einer größeren Festung ausgebaut. Spirituelles Zentrum war hier das 1214 errichtete Kloster Dadiwank, wo auch die Fürsten von Ober-Chatschen bestattet wurden.

1750 wurden die fünf Meliktümer durch das Khanat Karabach unterworfen. Auch der ehemalige Fürstensitz Zar wurde zerstört und in den folgenden Jahrzehnten von turksprachigen und kurdischen Siedlern in Besitz genommen. Um Gjolistan und Nerkinschen blieb jedoch die armenische Besiedlung. 1813 kam das Gebiet durch den genau hier unterzeichneten Vertrag von Gulistan an Russland. Nach der Oktoberrevolution und der Unabhängigkeitserklärung der Staaten südlich des Kaukasus war die Region zwischen der Republik Armenien und der Republik Aserbaidschan umstritten und umkämpft. Nach Eingliederung beider Staaten in die Sowjetunion fiel das Gebiet an die Aserbaidschanische SSR. Zu Sowjetzeiten wurde in den fast vollständig armenischsprachigen Gebieten um Nerkinschen und Gjolistan nördlich der armenisch-besiedelten Autonomen Oblast Bergkarabach der Rajon Schahumjan gebildet, der jedoch nicht der Autonomen Oblast zugeordnet wurde. Die Hauptstadt Nerkischen oder Nerkinschen (Nerkin Schen, Неркин Шен bzw. Ներքին Շեն, „unterer“ oder „innerer Weiler“) wurde 1938 zu Ehren von Stepan Schahumjan in Schaumjanowsk (russisch Шаумя́новск) oder Schahumjan (armenisch Շահումյան) umbenannt. Weitere wichtige Orte waren Getaschen, Martunaschen und Gjolistan, wobei Getaschen zum Nachbarrajon Xanlar gehörte.

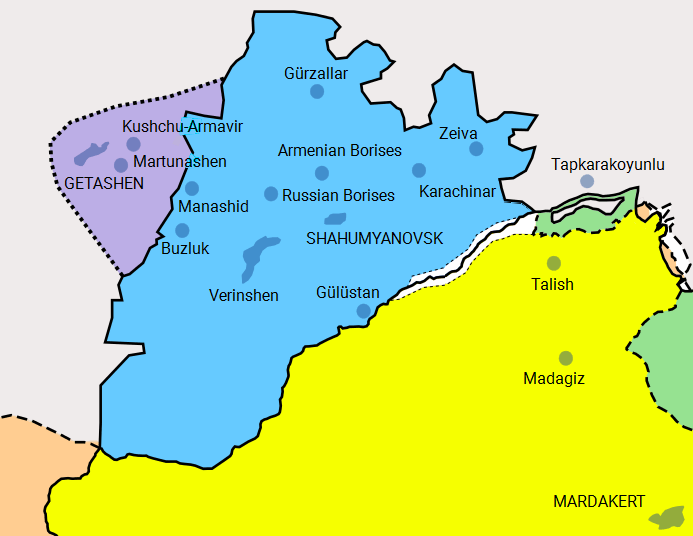
Bildung der ursprünglichen Grenzen der Provinz aus der sowjetischen Provinz Schahumjanowsk und Unterprovinz Getaschen

Im Zuge der Eskalation des Bergkarabachkonflikts zum Krieg wurden die Armenier 1991 und 1992 aus dem Gebiet von Schahumjan vertrieben. Aserbaidschanische OMON-Kräfte und Einheiten der Sowjetischen Armee führten vom 30. April bis zum 15. Mai 1991 die „Operation Ring“ (Операция «Кольцо») durch, nach Einschätzung von Human Rights Watch eine Kampagne mit dem Ziel, die jahrhundertelang armenisch besiedelten Dörfer nördlich und südlich der Autonomen Oblast Bergkarabach wie auch in der Oblast selbst zu entvölkern. Offiziell wurde die Operation als „Kontrolle von Reisepässen“ bezeichnet, doch wurde intern als Ziel die Entwaffnung illegal bewaffneter armenischer Formationen genannt. Militäreinheiten umstellten die Dörfer mit Panzern und nahmen sie unter Feuer. Bei den Operationen starben unter anderem die armenischen Anführer Tatul Krpejan und Simon Atschikgjosjan. Etwa 17.000 Armenier aus dem Rajon Schahumjan wurden gezwungen, das Gebiet zu verlassen. Im Dezember 1991 erklärte die Republik Bergkarabach den Rajon Schaumjan zu einem integralen Teil Bergkarabachs und konnte das Gebiet im Frühjahr 1992 auch militärisch einnehmen. Doch erlangte im Sommer 1992 die aserbaidschanische Armee die Kontrolle über das Gebiet, in dem nunmehr keine Armenier mehr ansässig waren. Im Frühjahr und im Herbst 1993 konnte Bergkarabach Teile des Gebiets für kurze Zeit zurückerobern, aber nicht dauerhaft halten. Die Stadt Schaumjanowsk erhielt 1992 den neuen aserbaidschanischen Namen Aşağı Ağcakənd und wurde in den folgenden Monaten teilweise neu mit Aserbaidschanern – Flüchtlingen aus Armenien und Bergkarabach – besiedelt. Der ehemalige Rajon Schahumjan wurde dem Rajon Goranboy zugeschlagen.
Nachdem Bergkarabach mit Unterstützung von Armenien 1994 den Krieg gewonnen hatte, jedoch ohne Schahumjan zu erobern, wurde das seit 1993 durch Einheiten der Republik Arzach und der armenischen Armee besetzte, zwischen Armenien und der früheren autonomen Oblast liegende Gebiet des aserbaidschanischen Bezirks Kəlbəcər von Bergkarabach zum Teil der Provinz Schahumjan erklärt. Hier wurde in der Stadt Kəlbəcər beziehungsweise armenisch Karwatschar der Verwaltungssitz eingerichtet. Aserbaidschan erkannte weder die Unabhängigkeit der Republik Arzach, noch die Umstrukturierung der Verwaltungseinheiten an. Im Krieg um Bergkarabach 2020 versuchten aserbaidschanische Einheiten, den von Arzach verwalteten Teil des Gebiets einzunehmen. Im Zuge des danach vereinbarten Waffenstillstandsabkommens wurde der Bezirk Kəlbəcər an Aserbaidschan zurückgegeben, wonach sich das Gebiet der Provinz Schahumjan bis auf zwei Ortschaften vollständig unter Kontrolle von Aserbaidschan befand. Mit einer Offensive im September 2023 hat Aserbaidschan die Kontrolle über Bergkarabach vollständig zurückgewonnen und die Republik Arzach zur Kapitulation gezwungen. Mit der Auflösung der Strukturen der Republik Arzach endete auch das Bestehen der Provinz Schahumjan.

## Ortschaften und Einwohner
- Karte mit allen Koordinaten:
- OSM |
- WikiMap

Schahumjan hatte laut der Republik Arzach 2005 2 560 Einwohner bei 1,4 Einwohnern pro Quadratkilometer. 2015 wurden 3 100 Einwohner angegeben, davon 600 in der Stadt und 2 500 auf dem Land. Für die Provinz wurden 2005 15 Gemeinden mit Einwohnern geführt, darunter eine Stadt. 2015 waren es dann 51 ländliche Gemeinden und eine Stadt, wovon sich 17 Orte unter Kontrolle Aserbaidschans befanden. Sie liegen alle im westlichen Teil, der 2020 in Folge des Krieges fast vollständig an Aserbaidschan zurückging. Nach Flucht der armenischen Bewohner sanken die Einwohnerzahlen, ehe 2023 nach Kapitulation der Republik Arzach fast alle Einwohner flohen. Folgende Gemeinden waren Teil der Provinz; die kursiv geschriebenen waren bereits seit November 2020 unter aserbaidschanischer Kontrolle.
| Armenischer Name | in armenischer Schrift | Aserbaidschanischer Name | Einwohner nach Zensus 2005 | Koordinate |
| ---------------- | ---------------------- | ------------------------ | -------------------------- | ---------- |
| Karwatschar      | Քարվաճառ               | Kəlbəcər                 | 491                        | Lage       |
| Nor Werinschen   | Նոր Վերինշեն           | Çaykənd                  | 200                        | Lage       |
| Nor Manaschid    | Նոր Մանաշիդ            | Hacıkənd                 | 71                         | Lage       |
| Jeghegnut        | Եղեգնուտ               | Qamışlı                  | 171                        | Lage       |
| Suar             | Զուար                  | Zülfüqarlı               | 73                         | Lage       |
| Zar              | Ծար                    | Zar                      | 52                         | Lage       |
| Hawsatagh        | Հավսաթաղ               | Almalıq                  | 65                         | Lage       |
| Nor Bradschur    | Բրաջուր                | Qılınclı                 | 165                        | Lage       |
| Tscharektar      | Չարեքտար               | Çərəkdar                 | 159                        | Lage       |
| Nor Getaschen    | Նոր Գետաշեն            | Nadirxanlı               | 215                        | Lage       |
| Aknaberd         | Ակնաբերդ               | Umudlu                   | 482                        | Lage       |
| Dadiwank         | Դադիվանք               | Vəng                     | 94                         | Lage       |
| Nor Erkedsch     | Նոր Էրքեջ              | Bağlıpəyə                | 109                        | Lage       |
| Nor Karatschinar | Նոր Կարաչինար          | Seyidlər                 | 91                         | Lage       |
| (Nor) Charchaput | Նոր Խարխափուտ          | Qanlıkənd                | 43                         | Lage       |
| Sonstige         | Sonstige               | Sonstige                 | 79                         |            |
| Knarawan         | Քնարավան               | Knaravan                 |                            | Lage       |
| Dschermadschur   | Ջերմաջուր              | İstisu                   |                            | Lage       |
| Dschomard        | Ջոմարդ                 | Comərd                   |                            | Lage       |

Im bereits seit Anfang der 1990er Jahre von Aserbaidschan kontrollierten Gebiet befinden sich folgende Ortschaften:
| Armenischer Name        | in armenischer Schrift | Aserbaidschanischer Name | Koordinate |
| ----------------------- | ---------------------- | ------------------------ | ---------- |
| Asat                    | Ազատ                   | Yeni Zod                 | Lage       |
|                         |                        | Başqışlaq                | Lage       |
| Busluk                  | Բուզլուկ               | Buzluq                   | Lage       |
| Charchaput              | Խարխապուտ              | Meşəli                   | Lage       |
| Erkedsch                | Էրքեջ                  | Erkeç                    | Lage       |
| Getaschen               | Գետաշեն                | Çaykənd                  | Lage       |
|                         |                        | Gürzallar                | Lage       |
| Gjolistan               | Գյուլիստան             | Gülüstan                 | Lage       |
| Haj Borisner            | Հայ Բորիսներ           | Börü                     | Lage       |
| Kamo                    | Կամո                   | Kamo                     | Lage       |
| Karatschinar            | Կարաչինար              | Qaraçinar                | Lage       |
| Kuschchi Armawir        | Կուշչի Արմավիր         | Quşçu                    | Lage       |
| Martunaschen/Karabulagh | Մարտունաշեն/Կարաբուլաղ | Qarabulaq                | Lage       |
| Rus Borisner            | Ռուս Բորիսներ գյուղ    | Rus Borisi               | Lage       |
|                         |                        | Sarısu                   | Lage       |
| Schafag                 | Շաֆակ                  | Şəfəq                    | Lage       |
| Schahumjan              | Շահումյան              | Aşağı Ağcakənd           | Lage       |
|                         |                        | Todan                    | Lage       |
| Werinschen              | Վերինշեն               | Yuxarı Ağcakənd          | Lage       |
|                         |                        | Zeyvə                    | Lage       |

## Kulturdenkmale

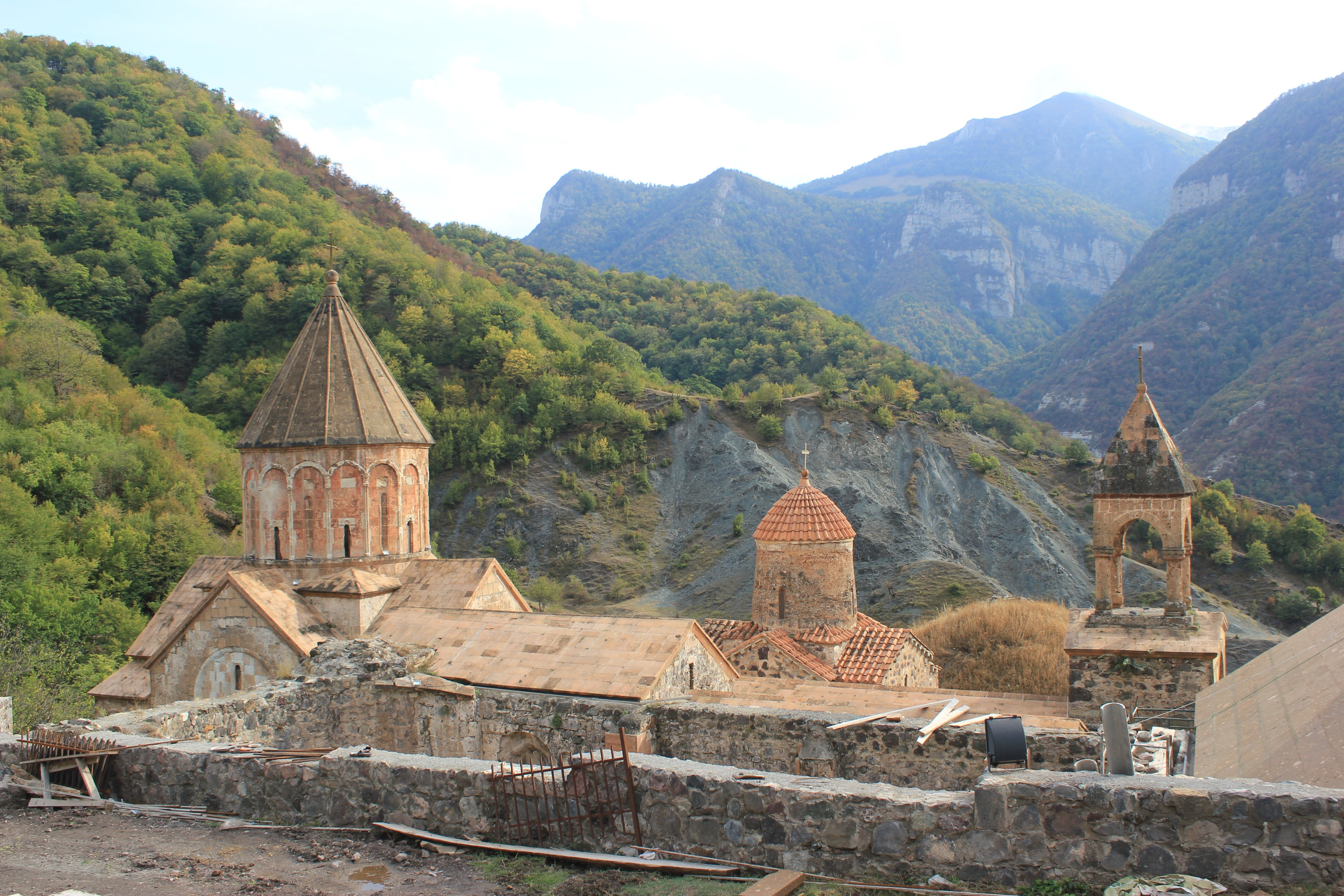
Kloster Dadiwank

In einem Seitental des Tartar, knapp außerhalb der ehemaligen Autonomen Oblast Bergkarabach befindet sich das Kloster Dadiwank (auch Chotawank/Khotavank genannt).

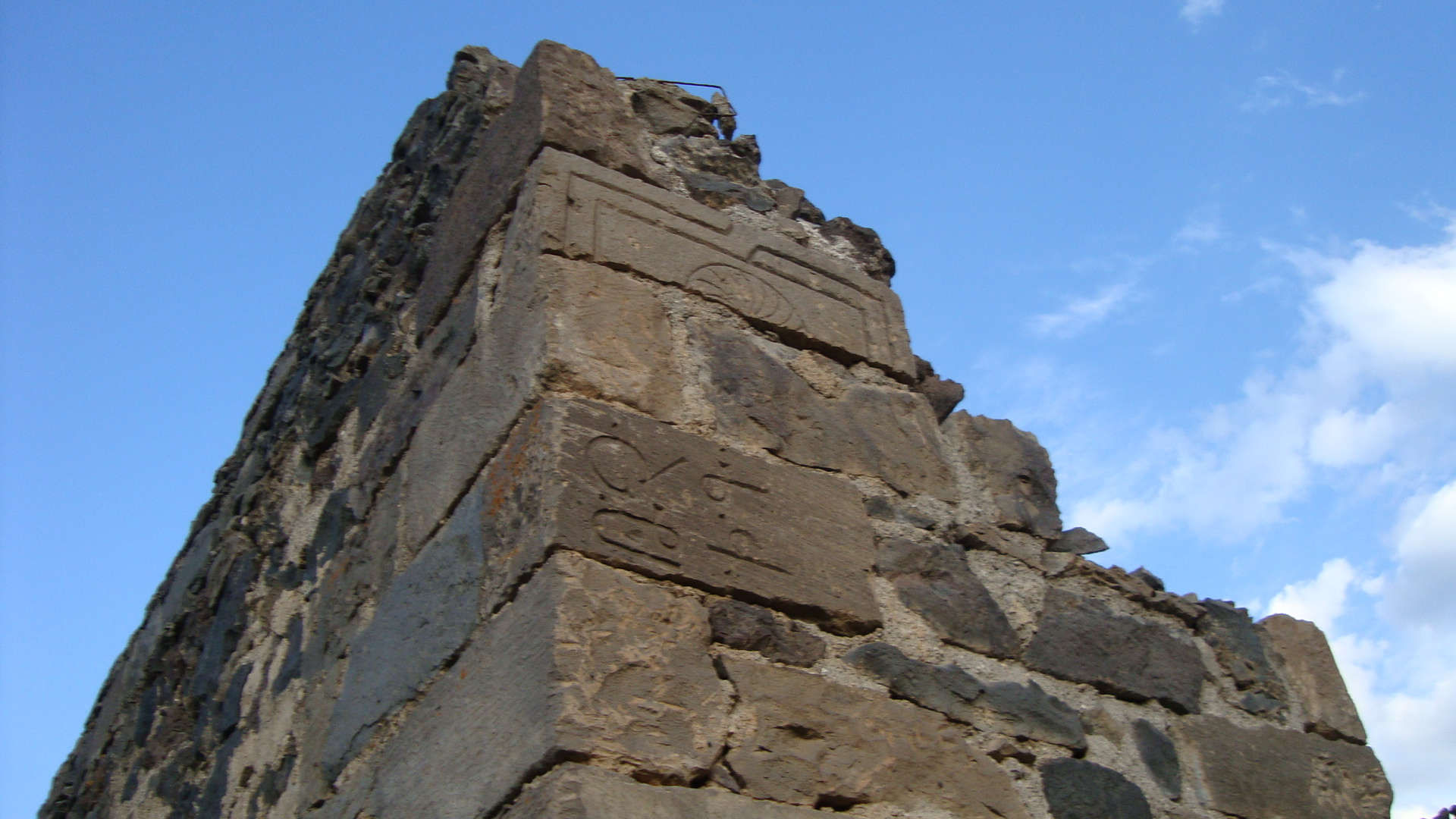
Ruine der im Bergkarabachkrieg zerstörten Dorfschule von Zar mit Steinfragmenten aus der in den 1950er Jahren zerstörten Klosterkirche der Heiligen Jungfrau Maria

Im Dorf Zar gibt es spärliche Überreste eines einst bedeutenden armenischen Fürstensitzes. Noch in den späten 1890er Jahren konnte der armenische Bischof Makar Barchudarjanz Fotografien von den Ruinen des Klosters der Heiligen Jungfrau (errichtet 1225), der Kapellen Sankt Sarkis und Sankt Gregor (errichtet 1274) und anderer mittelalterlicher Bauten anfertigen, die überwiegend aus dem 13. bis 15. Jahrhundert stammten.
Laut Forschungen des armenischen Historikers und Archäologen Samwel Karapetjan dienten die alten armenischen Kirchengebäude von Zar seit Ende des 19. Jahrhunderts den kurdischen Bewohnern als Steinbruch für die Errichtung von Wohn- und Wirtschaftsgebäuden. Insbesondere in den 1940er und 1950er Jahren wurden die Gebäude zu diesem Zwecke beschleunigt abgebrochen. In den Wänden einer in den 1950er Jahren errichteten Schule konnten insgesamt 133 Steinfragmente mit Überresten armenischer Inschriften und Steinreliefs nachgewiesen werden.